# Коста (Империја)
Коста је насеље у Италији у округу Империја, региону Лигурија.
Према процени из 2011. у насељу је живело 38 становника. Насеље се налази на надморској висини од 682 м.